# (hed) P.E.
(həd) p.e. (также известны как Hed p.e., (həd) Planet Earth или (həd)pe) — американская рэпкор группа, основанная в Хантингтон-Бич, штат Калифорния в 1994 году. Группа известна своим эклектичным сочетанием разных жанров, преимущественно слиянием таких жанров как гангста-рэп и панк-рок; данный стиль группа именует как «G-punk» (фраза вдохновлённая G-funk'ом). Также, в слиянии жанров, группа экспериментирует с другими направлениями, такими как регги.
По словам многих музыкальных журналов, кросс-жанровый микс стилей группы оказал значительное влияние на такие жанры как рэп-рок и ню-метал, однако Hed p.e. считают, что они не единственные кто повлиял на эти жанры, отрицая быть их частью; сама же группа предпочитает называть себя панк-рок группой, использующая рэп-читку в сочетании с другими вокальными стилями (мелодичное пение в стиле регги, скриминг и гроулинг), вместо того, чтобы быть рэп-рок группой самой по себе. Один рецензент говорил, что это ошибочная ассоциация: причислять группу к «ню-метал» жанру.

## История
Группа была сформирована в 1994 году в Хантингтон-Бич бразильским американцем Джаредом Шейном (aka M.C.U.D.) и гитаристом Вэсом Гиром (aka Wesstyle). Часто посещая малоизвестные андеграунд-концерты в Лос-Анджелесе и Южной Калифорнии, они заметили друг друга и решили создать свою группу. Они начали писать песни и позвали в группу Mawk (басист), Chizad (гитарист), B.C. (барабанщик), и DJ Product 1969 (диджей).
В 1995 году группа на собственные деньги, без привлечения каких-либо звукозаписывающих компаний, записала мини-альбом Church of Realities.
В 1997 году выходит одноимённый дебютный альбом группы, в который вошли большинство перезаписанных песен с предыдущего мини-альбома.
Хитом был альбом Broke, выпущенный в 2000 году на лейбле Jive Records, выпускающим Backstreet Boys и Бритни Спирс. В этом альбоме группа экспериментировала с хип-хопом. В написании песни «Feel Good» участвовали Серж Танкян из System of a Down и Морган Ландер из Kittie.

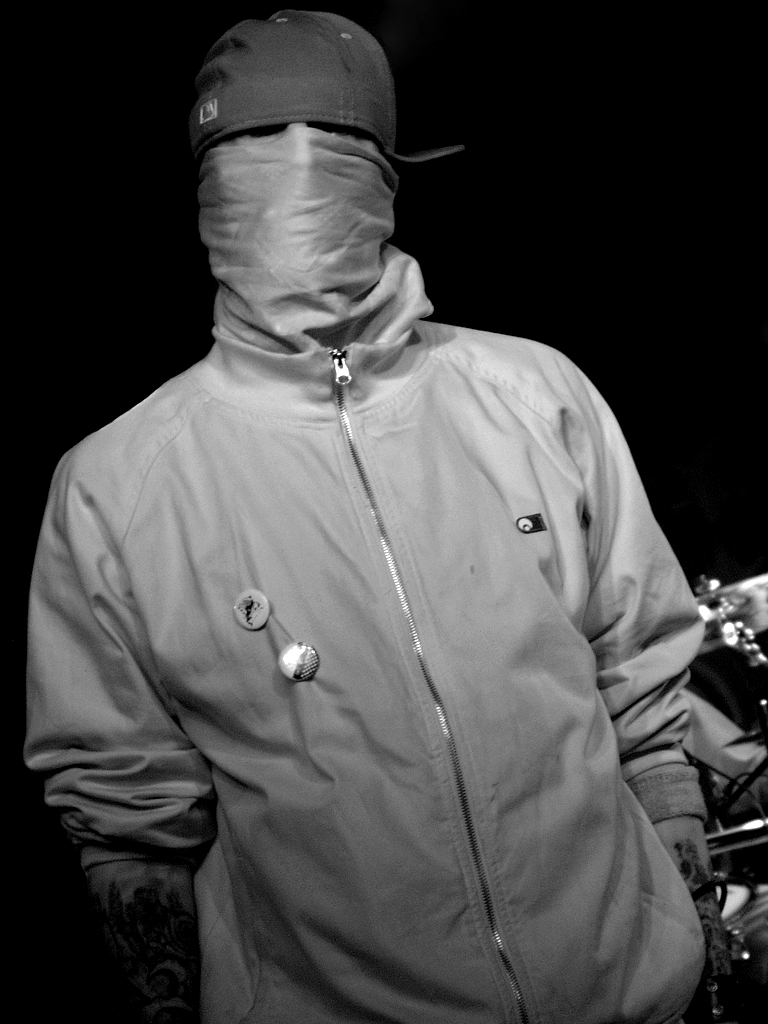
Джаред Гомес

С альбома Broke группа выпустила свой первый сингл — «Bartender». Клип попал в ротацию на MTV, но был проигнорирован публикой.
По непроверенным данным из-за давления со стороны звукозаписывающей компании альбом Blackout, выпущенный в 2003 году, стал более доступным в плане звучания для публики. Альбом не повторил успеха Broke, и несколько основных участников группы ушли. Сонни Майо (Sonny Mayo), игравший в Snot и Amen (на данный момент участник Sevendust), занял место гитариста Chizad на время тура в поддержку альбома.
После подписания контракта с Koch Records и вхождения в состав нового гитариста Джексона (Jaxon) в 2004 году группа выпустила альбом Only in Amerika.
В июле 2005 года группа появилась на обложке журнала Origivation Magazine. Статья о группе называлась «Under F_cking Rated».
В конце 2005 группа подписала контракт с Suburban Noize Records и 6 июня 2006 года был выпущен альбом Back 2 Base X. Далее последовало очень насыщенное турне по Западной Европе. В Америке группа тоже отыграла тур «Zippo Hot Tour» совместно с группой Papa Roach.
Выполняя условия контракта (альбом каждый год), в 2007 году группа выпускает альбом INSOMNIA, а в 2008 году выходит первый в истории группы двойной CD+DVD, который получил название The D.I.Y. Guys!. В 2009 году выходит New World Orphans, а в 2010-м — Truth Rising.
В апреле 2010 года группа впервые выступила в России совместно с российскими группами Secret Diary и «Три пули».
В интервью Sokol Auditorium Джаред сообщил, что новый альбом Ascension выйдет в 2013 году.
В начале 2014 года группа подписала контракт с Pavement Entertainment и выпустила альбом Evolution в стиле регги.
В 2015 году Джексон Бенге, который 12 лет играл в группе на гитаре, а также Марк Янг, который с момента основания играл в группе на басу, покинули коллектив. Их заменили гитарист Грег Харрисон и басист Курт Бланкеншип. Вокалист Джаред Гомес остался единственным оригинальным участником группы.
21 июня 2019 года группа выпустила новый альбом из 10 треков под названием Stampede!, который был отмечен отходом от стиля предыдущих альбомов за счет включения автоматической настройки во многие треки.
В августе 2020 года Hed PE выпустили альбом Class of 2020, который был описан как возвращение к оригинальному джи-панковскому звучанию группы. На пластинке впервые почти за два десятилетия состоялось воссоединение с оригинальным гитаристом Чадом Бенекосом, который сыграл песню «Greedy Girl». Оригинальный участник DJ Product также вернулся, чтобы поучаствовать в записи альбома, а также создать для него обложку, отсылающую к альбому Broke, чтобы отпраздновать 20-ю годовщину его выпуска.
В мае 2021 года группа анонсировала расширенную версию Sandmine, которая была выпущена 23 июля 2021 года.
В октября 2021 года группа анонсировала студийный альбом Califas Worldwide, который был выпущен 17 декабря 2021 года.
К 20-летию Broke, 8 апреля 2022 года, группа выпустила «Bartenders», ремейк «Bartender» с участием «Короли отсева» и DJ Lethal. 14 октября 2022 года группа выпустила перезаписанную версию своей песни «Let’s Ride» с Madchild для подарочного издания своего альбома Back 2 Base X.
5 февраля 2023 года группа выпустила кавер на песню Ramones «I Wanna Be Sedated». В том же году Hed PE выпустили три сингла: «Detox», «Too Late» и «Waiting» со своего следующего студийного альбома Detox, выход которого намечен на 15 декабря 2023 года.

## Выступления в России
| Дата            | Город           |
| --------------- | --------------- |
| 9 апреля 2010   | Москва          |
| 10 апреля 2010  | Санкт-Петербург |
| 3 апреля 2012   | Москва          |
| 4 апреля 2012   | Санкт-Петербург |
| 4 ноября 2014   | Москва          |
| 5 ноября 2014   | Санкт-Петербург |
| 27 февраля 2018 | Санкт-Петербург |
| 28 февраля 2019 | Москва          |

В различных интервью и в блоге на Facebook группа не раз отдельно выделяла концерты в России, радуясь их ошеломляющей успешности.

## Состав

### Участники
- Джаред Гомес (M.C.U.D.) — вокал (1994—наши дни)

- Джереми Стрэттон (Trauma) — барабаны (2009–наши дни)

- Курт Бланкеншип (Kid Bass) – бас–гитара (2015-наши дни)

- Натан Хавьер – гитары (2021–наши дни)

### Бывшие участники
- Марк Янг (Mawk) — бас-гитарист (1994—2015)

- Джексон Бэндж (Jaxon) — гитарист (2004—2015)

- Бен Войт (B. C.) — барабанщик, покинул группу после записи альбома Blackout (1994—2003)
- Энтони Бьюсо (Tiny Bubz) — барабанщик, играл только на альбоме New World Orphans (2007—2008)
- Девин Лебсак — барабанщик, покинул группу после записи альбома Insomnia (2006—2007)
- Чад Бенекос (Chizad) — гитарист, покинул группу после выхода альбома Blackout (1994—2002)
- Вэс Гир (Wesstyle) — гитарист, покинул группу после выхода альбома Blackout (1994—2003)
- Сони Маио — гитарист, присоединился к группе после ухода Chizad`а, играл во время тура в поддержку альбома Blackout (2003)
- Кен Сачс (The Finger) — клавишник, ушёл из группы после альбома Church Of Realities (1994—1995)
- Тим Мюррей (TiLo) — бэк-вокалист, можно услышать в раннем творчестве группы, ушёл в группу Methods Of Mayhem (1994—1995)
- Доуг Бойс (DJ Product 1969) — диджей (скретчи/бэк-вокал) (1994—2013)

## Название
Название группы незначительно менялось. В начале группа называлась просто həd (как со скобками, так и без), но им пришлось добавить «pe», чтобы не быть похожими на другую группу «Head». Когда они выпустили свой первый альбом, они назывались (həd) PLANETARY EVOLUTION («Планетарное развитие»). С появлением альбома Broke они решили менять значение «pe» с каждым альбомом, и одно время назывались (həd) PLANET EARTH («Планета Земля»). Они сохранили название с выходом альбома Blackout. Однако когда вышел альбом Only in Amerika, они убрали скобки, перевернули «ə» обратно и сменили строчные буквы на прописные: HED p.e.
Название альбома 2006 года, Back 2 Base X, — это игра слов: «Back to basics», «Назад к основам». Также они решили вернуться к основному написанию: (həd) p.e.
HED означает «Deep From In Yo Mind» («Из глубин твоего разума»).

## Дискография
| #  | Альбом              | Год  | Лейбл                  |
| -- | ------------------- | ---- | ---------------------- |
| 1  | Church of Realities | 1995 | —                      |
| 2  | (həd) p.e.          | 1997 | Jive Records           |
| 3  | Broke               | 2000 | Jive Records           |
| 4  | Blackout            | 2003 | Jive Records           |
| 5  | Only in Amerika     | 2005 | Koch Records           |
| 6  | Back 2 Base X       | 2006 | Suburban Noize Records |
| 7  | Insomnia            | 2007 | Suburban Noize Records |
| 8  | The D.I.Y. Guys     | 2008 | Suburban Noize Records |
| 9  | New World Orphans   | 2009 | Suburban Noize Records |
| 10 | Truth Rising        | 2010 | Suburban Noize Records |
| 11 | Evolution           | 2014 | Suburban Noize Records |
| 12 | Forever!            | 2016 | Pavement Entertainment |
| 13 | Stampede            | 2019 | Pavement Entertainment |
| 14 | Class of 2020       | 2020 | Suburban Noize Records |

### Синглы
| #  | Название                      | Год  | Лейбл                  | Альбом            |
| -- | ----------------------------- | ---- | ---------------------- | ----------------- |
| 1  | Ground                        | 1997 | Jive Records           | (həd) p.e.        |
| 2  | Serpent Boy                   | 1997 | Jive Records           | (həd) p.e.        |
| 3  | Bartender                     | 2000 | Jive Records           | Broke             |
| 4  | Killing Time                  | 2001 | Jive Records           | Broke             |
| 5  | The Meadow (Special Like You) | 2001 | Jive Records           | Broke             |
| 6  | Blackout                      | 2003 | Jive Records           | Blackout          |
| 7  | Other Side                    | 2003 | Jive Records           | Blackout          |
| 8  | Represent                     | 2005 | Koch Records           | Only in Amerika   |
| 9  | Get Ready                     | 2006 | Suburban Noize Records | Back 2 Base X     |
| 10 | Beware Do We Go               | 2006 | Suburban Noize Records | Back 2 Base X     |
| 11 | Suffa                         | 2007 | Suburban Noize Records | Insomnia          |
| 12 | Comeova2nite                  | 2007 | Suburban Noize Records | Insomnia          |
| 13 | Ordo (Ab Chao)                | 2008 | Suburban Noize Records | New World Orphans |
| 14 | Renegade                      | 2008 | Suburban Noize Records | New World Orphans |
| 15 | Here And Now                  | 2009 | Suburban Noize Records | New World Orphans |
| 16 | No Rest 4 Da Wicked           | 2010 | Suburban Noize Records | Truth Rising      |
| 17 | Stand Up                      | 2010 | Suburban Noize Records | Truth Rising      |

## Видеография
| #  | Название               | Год  | Режиссёр(ы)                   | Альбом            |
| -- | ---------------------- | ---- | ----------------------------- | ----------------- |
| 1  | Ground                 | 1997 | Ghetto Fabulous               | (həd) p.e.        |
| 2  | Bartender              | 2000 | Marc Klasfeld                 | Broke             |
| 3  | Killing Time           | 2001 | Demian Rami Lichteinstein     | Broke             |
| 4  | The Meadow             | 2001 | Chizad                        | Broke             |
| 5  | Blackout               | 2003 | Vem and Tony                  | Blackout          |
| 6  | Represent              | 2005 | Dale Resteghini               | Only in Amerika   |
| 7  | Get Ready              | 2006 | Suburban Noize Records        | Back 2 Base X     |
| 8  | Suffa                  | 2007 | Devin DeHaven                 | Insomnia          |
| 9  | Ordo (Ab Chao)         | 2008 | Devin DeHaven                 | Insomnia          |
| 10 | Renegade               | 2008 | Chad Archibald, Philip Carrer | New World Orphans |
| 11 | Here And Now           | 2009 | Dale «Rage» Resteghini        | New World Orphans |
| 12 | No Rest For The Wicked | 2010 | Joey Nugene                   | Truth Rising      |
| 13 | Truth Rising           | 2011 | Joey Nugene                   | Truth Rising      |
| 14 | It’s All Over          | 2011 | Joey Nugene                   | Truth Rising      |